# Elyptron ethiopica
Elyptron ethiopica är en fjärilsart som beskrevs av George Francis Hampson 1909. Elyptron ethiopica ingår i släktet Elyptron och familjen nattflyn. Inga underarter finns listade i Catalogue of Life.